# Tempos de Barbárie - Ato I: Terapia da Vingança
Tempos de Barbárie - Ato I: Terapia da Vingança é um filme brasileiro de 2023, dos gêneros drama, ação e suspense, dirigido por Marcos Bernstein e estrelado por Cláudia Abreu, Júlia Lemmertz e Alexandre Borges. O filme terá sua estreia em 17 de agosto de 2023.

## Sinopse
A filha da advogada Carla (Cláudia Abreu) sofre uma tentativa de assalto, é baleada e fica em estado grave. Sem respostas, a advogada procura prosseguir a vida buscando ajuda em grupos de apoio. Com a falta de soluções por parte da polícia e sem aceitar o destino da filha, Carla transforma a busca por justiça em uma procura por vingança, testando seus limites.

## Elenco
- Cláudia Abreu como Carla[4]
- Júlia Lemmertz como Natália
- Alexandre Borges
- César Melo
- Lummy Kin como

Sra. Nakamura
- Pierre Santos
- Adriano Garib
- Claudia di Moura
- Roberto Frota
- Giovanna Lima